# Wyznania pomywacza okien
Wyznania pomywacza okien (ang. Confessions of a Window Cleaner) – brytyjska komedia filmowa z 1974 roku w reżyserii Vala Guesta, z Robinem Askwithem w roli głównej. Film jest ekranizacją książki pod tym samym tytułem, która sygnowana była nazwiskiem Timothy Lea (które jest też nazwiskiem głównego bohatera), jednak pod pseudonimem tym krył się Christopher Wood.
Wyznania... były najbardziej kasowym, pod względem dochodów z wyświetlania w kinach, brytyjskim filmem 1974 roku. Jednocześnie film wzbudził ogromne kontrowersje ze względu na bardzo dużą, niespotykaną dotąd w brytyjskiej kinematografii głównego nurtu, zawartość nagości i scen erotycznych (choć patrząc z dzisiejszej perspektywy, zostały one ukazane w sposób bardziej prześmiewczy niż aspirujący do autentycznej erotyki). Zapoczątkował nowy nurt w brytyjskim kinie komercyjnym, określany jako sex comedies, i do dziś uznawany jest za jednego z najważniejszych przedstawicieli tego gatunku.

## Opis fabuły
Timothy Lea jest młodym mężczyzną, który podejmuje pracę w należącej do jego szwagra małej firmie świadczącej usługi mycia okien. Szybko przekonuje się, że do usatysfakcjonowania wielu klientek nie wystarczą umiejętności związane ze sprzątaniem, gdyż oczekują one czegoś znacznie więcej... Niezależnie od swoich erotycznych ekscesów w pracy, Timothy stara się zawiązać znacznie poważniejszy związek z młodą policjantką Elizabeth.

## Obsada
- Robin Askwith jako Timothy Lea
- Antony Booth jako Sidney
- Linda Hayden jako Elizabeth
- Sheila White jako Rosie
- Dandy Nichols jako matka Timothy'ego
- Bill Maynard jako ojciec Timothy'ego
- John Le Mesurier jako ojciec Elizabeth
- Joan Hickson jako matka Elizabeth

i inni